# Гргин-Фонсека, Ведрана
 Ведрана Гргин-Фонсека  (хорв. Vedrana Grgin-Fonseca) (род. 13 января 1975, Сплит, Социалистическая Республика Хорватия, Югославия) — хорватская баскетболистка, выступавшая в амплуа форварда. Одна из самых выдающихся баскетболисток Хорватии, за весь период независимости государства. Все её достижения были достигнуты на клубном уровне, на счету Ведраны 11 титулов национальных первенств в 7 странах на 3-х континентах. Победитель WNBA (2001, 2002) и Евролиги ФИБА (2008).

## Биография
Ведрана Гргин начала заниматься баскетболом с 10 лет в своём родном городе Сплит. Самый первый профессиональный клуб был соответственно местный «Югопластика», откуда она стала постоянно привлекаться в состав национальной сборной младших возрастов. В 14-и летнем возрасте Ведрана в составе сборной Югославии участвует в розыгрыше чемпионате Европы среди кадеток (до 16 лет) в Румынии, где команда занимает 7-е место. Через два года в составе кадетской сборной завоёвывает серебряную медаль Европы в Португалии (23,3 очка в среднем за матч), проиграв финальный матч сборной СССР. После распада Югославии Гргин продолжает выступать за сплитскую команду, с которой выигрывает первые три чемпионата независимой Хорватии. В 1994 году Ведрана покидает родные края и в течение последующих 15 лет путешествует по континентам, показывая качественный баскетбол.
После двух лет в составе середняков итальянского первенства Гргин переезжает в Грецию выступать за «Спортинг», где выигрывает титул местного чемпионата. Затем в карьере Ведраны наступает бразильский период, по её словам это были самые замечательные баскетбольные сезоны, где, кстати, она познакомилась со своим будущим мужем Марком. За 4 года в Бразилии 2 раза становиться чемпионкой национального первенства.
В 2000 году в составе «Лос-Анджелес Спаркс» дебютирует в розыгрыше WNBA, в том сезоне она сыграет 18 игр, при этом набирает в среднем 2,7 очка, 1,3 подбора. На следующий год Ведрана побеждает в заокеанской лиге, будучи игроком скамейки запасных баскетболистка, в финальных играх выходит на площадку в среднем на 3 минуты. Всего она проводит 24 матча: 3,0 очка, 1,5 подбора за игру. В 2002 году Гргин-Фонсека вновь получает «чемпионский перстень», правда личные показатели хуже предыдущих сезонов: 12 матчей, 2,6 очка, 0,7 подборов.
Помимо игр в WNBA баскетболистка успешна и в Европе — в 2001 году выигрывает титул чемпионата Польши. С 2002 года выступает во Франции, где в после двух серебряных сезонов (2004 и 2006), в составе «УСВО» побеждает в национальном чемпионате.
В сезоне 2007/08 Ведрана приезжает в Россию выступает за «Спартак», чтобы снова пополнить коллекцию своих титулов и ей это удаётся. Кроме российского чемпионства хорватская баскетболистка довершает победой в главном европейском турнире — Евролиге ФИБА, правда в играх «Финала четырёх» она постоянно находилась на скамейке запасных.
После проведенного седьмого сезона во Франции Ведрана вернулась в Хорватию, где начала сезон 2009/10 за «ЖБК Сплит». Концовку сезона она провела в Словении, став обладательницей серебряных медалей словенского первенства.

### Статистика выступлений за сборную Хорватии
| Сборная | Сезон | Место     | Чемпионат | Чемпионат | Чемпионат | Чемпионат |
| Сборная | Сезон | Место     | Игр       | Очк       | Подб      | Перед     |
| ------- | ----- | --------- | --------- | --------- | --------- | --------- |
| Ч Е     | 1995  | 8         | 9         | 10,3      | 3,3       | 0,3       |
| Ч Е     | 1997  | Квалиф.   | 5         | 11,2      | 3,4       | 2,2       |
| Ч Е     | 1999  | Квалиф. 8 | 5 7       | 7,4 13,0  | 2,6 3,6   | 1,4 0,3   |
| Ч Е     | 2001  | Квалиф.   | 3         | 18,0      | 5,3       | 0,7       |

## Разное
- В 2012 году у Ведраны родились двойняшки: Каролина и Гавриил[1];
- После завершения карьеры в Сплите она открыла свой обувной магазин [2];
- Ведрана является полиглотом, она разговаривает на английском, португальском, итальянском и французском языках, понимает испанский и русский языки[3].

## Достижения
- Победитель WNBA: 2001, 2002
- Победитель Евролиги: 2008
- Бронзовый призёр Евролиги: 2006
- Серебряный призёр чемпионата Европы среди кадеток: 1991
- Чемпион Хорватии: 1992, 1993, 1994
- Чемпион Греции: 1997
- Чемпион Бразилии: 1998, 2000
- Чемпион Польши: 2001
- Чемпион Франции: 2007
- Чемпион России: 2008
- Серебряный призёр чемпионата Бразилии: 1999
- Серебряный призёр чемпионата Франции: 2004, 2006
- Серебряный призёр чемпионата Словении: 2010
- Обладатель кубка Франции: 2007
- Обладатель кубка Словении: 2010
- Бронзовый призёр Адриатической лиги: 2010